# Мікаель Куронен
Мікаель Куронен (фін. Mikael Kuronen; 14 березня 1992, м. Тампере, Фінляндія) — фінський хокеїст, правий нападник. Виступає за СайПу у Лійзі. 
Вихованець хокейної школи «Ільвес» (Тампере). Виступав за ЛеКі (Лемпяаля), «Ільвес» (Тампере), «КооКоо».
В чемпіонатах Фінляндії — 15 матчів (0+1).
У складі молодіжної збірної Фінляндії учасник чемпіонату світу 2012. 